# Emil Ziehl
Emil Ziehl (1873 - 1er juin 1939) était un ingénieur et entrepreneur allemand.

## Biographie
Il grandit dans la forge de maréchal-ferrant et de chariots de son père à Brandebourg avec cinq autres frères et sœurs et est destiné à suivre une formation dans l’entreprise familiale. Comme il est très doué en dessin, son instituteur convainc son père de l’envoyer à l’école de dessin Rackow de Brandebourg. Il fréquente ensuite l’école technique supérieure.
Sur recommandation de son professeur, il fait ses débuts comme constructeur auprès de la société AEG. Il fait figure de pionnier dans la mesure et le contrôle des générateurs dans le domaine du développement des moteurs électriques. En 1897, il intègre la société Berliner Maschinenbau AG, pour laquelle il développe le premier rotor en suspension cardanique et par conséquent le premier moteur à rotor externe. Le brevet allemand lui est accordé en 1904 après un brevet US obtenu dès le 27 novembre 1900.
En 1909, M. Ziehl fait l’acquisition des Rolandwerke à Berlin-Weißensee.
Avec l’investisseur suédois Eduard Abegg, il fonde le 2 janvier ou le 2 juin 1910 l’entreprise Ziehl-Abegg. Emil Ziehl a placé de grands espoirs en M. Abegg qui devait développer des éoliennes pour l’entreprise. Alors que le logo de la société est déjà en circulation, il s’avère que M. Abegg n’est pas en mesure de fournir les moyens financiers promis et que le brevet apporté pour le moteur d’éolienne n’est pas valable. M. Abegg quitte cette même année l’entreprise.
Emil Ziehl a trois filles et deux fils. L’aîné, Günther Ziehl, naît le 5 septembre 1913, le cadet, Heinz, en 1917. En 1935, Günther Ziehl commence ses études à l’école technique supérieure de Berlin-Charlottenbourg et poursuit les activités de l’entreprise paternelle.
En 2015, la commune de Schöntal (Bade-Wurtemberg) a rendu hommage à l’œuvre d’Emil Ziehl en donnant son nom à une rue. La Emil-Ziehl-Straße se trouve dans le quartier de Bieringen où est située une usine de production de Ziehl-Abegg. La nouvelle plaque de rue a été remise par la maire Patrizia Filz à Uwe Ziehl, petit-fils d’Emil Ziehl, à l’occasion des cérémonies organisées pour les 50 ans de production de Ziehl-Abegg sur le site de Schöntal-Bieringen.

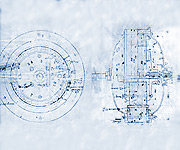
Premier dessin du moteur à rotor externe.
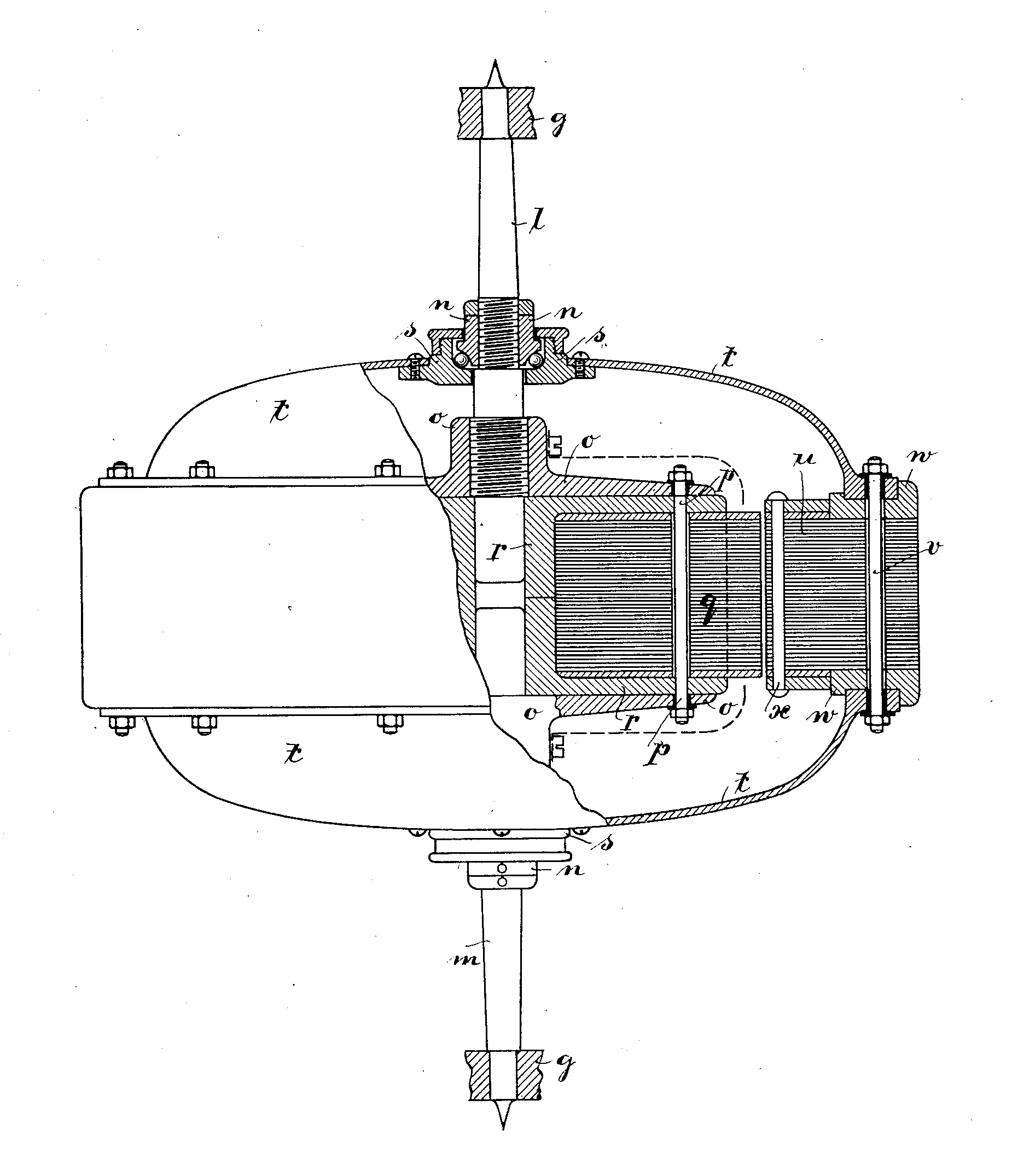
Dessin du moteur à rotor externe de US-brevet US662484 A.